# Moby (album)
| Recensione           | Giudizio |
| -------------------- | -------- |
| AllMusic             | [ 1 ]    |
| Entertainment Weekly | A-       |
| Robert Christgau     | 2 stelle |
| Q                    | [ 4 ]    |
| Rolling Stone        | [ 5 ]    |
| Piero Scaruffi       | [ 6 ]    |

Moby è l'album di debutto di Moby, pubblicato nel 1992.
Questo album è stato successivamente ripubblicato nel 1993 come The Story So Far, con una track-list diversa e copertina leggermente modificata, che riprende il titolo in modo diverso.
Nell'album i brani contengono numerosi sample di origine però sconosciuta; l'unico di origine certa è quello presente in Go preso dalla melodia di Laura Palmer Theme della colonna sonora de "I segreti di Twin Peaks", così come l'urlo "Go!" preso da un brano del gruppo Tones on Tail.
Nel Regno Unito il pezzo Drop a Beat è stato eliminato a favore di Thousand, il B-side di I Feel It. 
Questo detiene il Guinness World Record per avere il più veloce battito al minuto (BPM) per tempo, circa 1.000 BPM (da qui il nome).
Per quanto riguarda la musica, Moby è impregnato di brani in stile house e trance, caratteristici degli anni '90.
Le ultime due tracce però, Slight Return e Stream sono più tranquille (in particolare l'ultima citata che è in puro stile ambient) e preannunciano le sonorità del prossimo album di Moby, Ambient.

## Tracce
Tutti i brani sono composti, suonati, missati e prodotti da Moby, tranne Go composto da Moby e Angelo Badalamenti.

### "US Instinct release"
Testi e musiche di Moby.
1. Drop a Beat – 4:20
2. Everything – 4:52
3. Yeah – 5:49
4. Electricity – 3:29
5. Next Is the E – 4:42
6. Mercy – 5:44
7. Go – 3:37 (Moby, Angelo Badalamenti)
8. Help Me To Believe – 6:33
9. Have You Seen My Baby? – 4:09
10. Ah-Ah – 3:46
11. Slight Return – 4:30
12. Stream – 3:09

### "UK Pinnacle/Instinct release"
Testi e musiche di Moby.
1. Everything – 4:52
2. Yeah – 5:49
3. Electricity – 3:29
4. Next Is the E – 4:42
5. Mercy – 5:44
6. Go – 3:37 (Moby, Angelo Badalamenti)
7. Help Me to Believe – 6:33
8. Have You Seen My Baby? – 4:09
9. Ah-Ah – 3:46
10. Slight Return – 4:30
11. Stream – 3:09
12. Thousand – 4:25

## The Story so Far
Testi e musiche di Moby.
1. Ah Ah – 3:46
2. I Feel It – 5:57
3. Everything – 4:52
4. Mercy – 5:44
5. Help Me to Believe – 6:32
6. Go (Woodtick mix) – 6:32 (Moby, Angelo Badalamenti)
7. Yeah – 5:48
8. Drop a Beat (The New Version) – 2:40
9. Thousand – 4:24
10. Slight Return – 4:29
11. Go (Subliminal Mix Unedited Version) – 4:28 (Moby, Angelo Badalamenti)
12. Stream – 3:08